# Digerdöden i Tysk-romerska riket

Engelskspråkig karta över pestens utbredning i Europa (1345-1353).

Digerdöden i Tysk-romerska riket ägde rum 1348–1351.  Det tysk-romerska riket omfattande under denna tid nuvarande Tyskland och Nederländerna, som var indelade i en mängd självstyrande stater, samt Schweiz och Österrike. Det var ett av Europas största stater, även om dess folkmängd var lägre än Frankrikes. Vid tiden för digerdöden var det i personalunion med Böhmen eftersom Böhmens kung Karl I även var tysk-romersk kejsare.   Kunskapen om digerdöden i Tysk-romerska riket är lägre och dokumentationen mindre än om dess utbrott i Italien, England och Frankrike, och källorna oftast antingen mycket kortfattade eller också skrivna efter händelserna. 
Smittan kom till Österrike och Schweiz från norra Italien, till Rhenlandet och mellersta Tyskland från Frankrike och till Nordtyskland från Danmark. Rikets storhet gjorde att utbrottet varade en lång tid, då det inte drabbade vissa delar förrän det redan var över i andra. 

## Förlopp

### Schweiz
Pesten nådde Schweiz söderifrån via Ticino från Italien, och västerifrån via Rhone och Genevesjön från Avignon i Frankrike. Enligt traditionen var Mühldrof am Inn den första tyskspråkiga staden norr om Alperna som drabbades av pesten, som trängde in från Italien 29 juni 1348. Huvuddelen av Schweiz ska enligt lokala krönikörer ha drabbats under år 1349, när det stora utbrottet nådde Bern, Zürich, Basel och Sankt Gallen. 

### Österrike
Vid Sankt Martins fest 11 november 1348 nådde digerdöden Neuberg-klostret i Steiermark i Österrike, vilket anges vara dess inträde i Österrike. Neubergkrönikan är också den kanske bästa vittnesskildringen av digerdöden i Österrike. Utbrottet orsakade massdöd bland både munkar och dess arrendebönder. Paniken dövades enligt samtida vittnen av bönderna, som började hålla bröllop och andra festligheter vid minsta anledning, för att driva paniken på flykten. Samtidigt utbröt översvämningar i landet. Enligt Neuberg-munkarna upphörde med ens de österrikiska adelsmännens inbördes stridigheter och ersättes av samarbete mot både pesten och översvämningen. 
I maj 1349 hade smittan nått Wien. Mer än två tredjedelar av stadens befolkning påstods ha dött fram till slutet av september. Likens lukt och utseende ska ha skrämt de levande så mycket att stadens myndigheter förbjöd dem att begravas på den vanliga kyrkogården och istället ordnade en plats för massbegravning kallad Guds fält. Enligt Neubergkrönikan fick dödsfallen folk att fly till andra orter undan pesten, med enda resultatet att de spred den vidare. 
Överlevande drack sig berusad på det överflöd av vin som blivit kvar när dess ägare avlidit och började i sin berusning slåss mot varandra över de dödas ägodelar och förolämpade varandra utan synbar anledning, och lag och ordning bröt samman.

### Tyskland

#### Sydtyskland

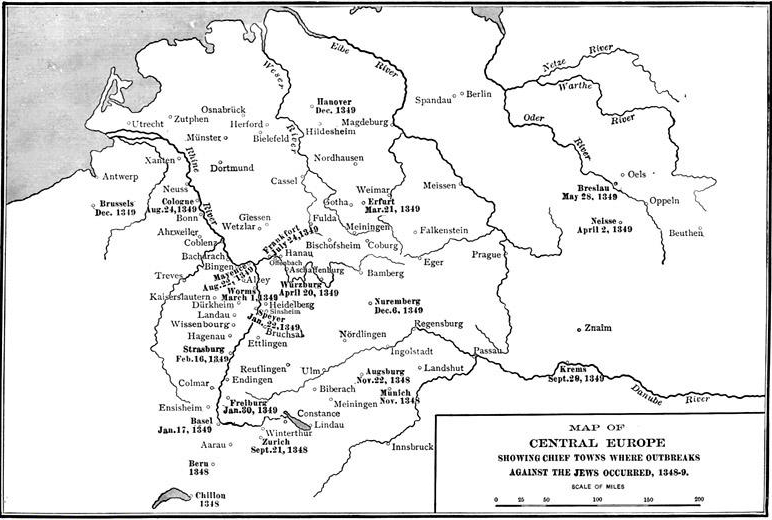
Pogromerna som följde digerdöden

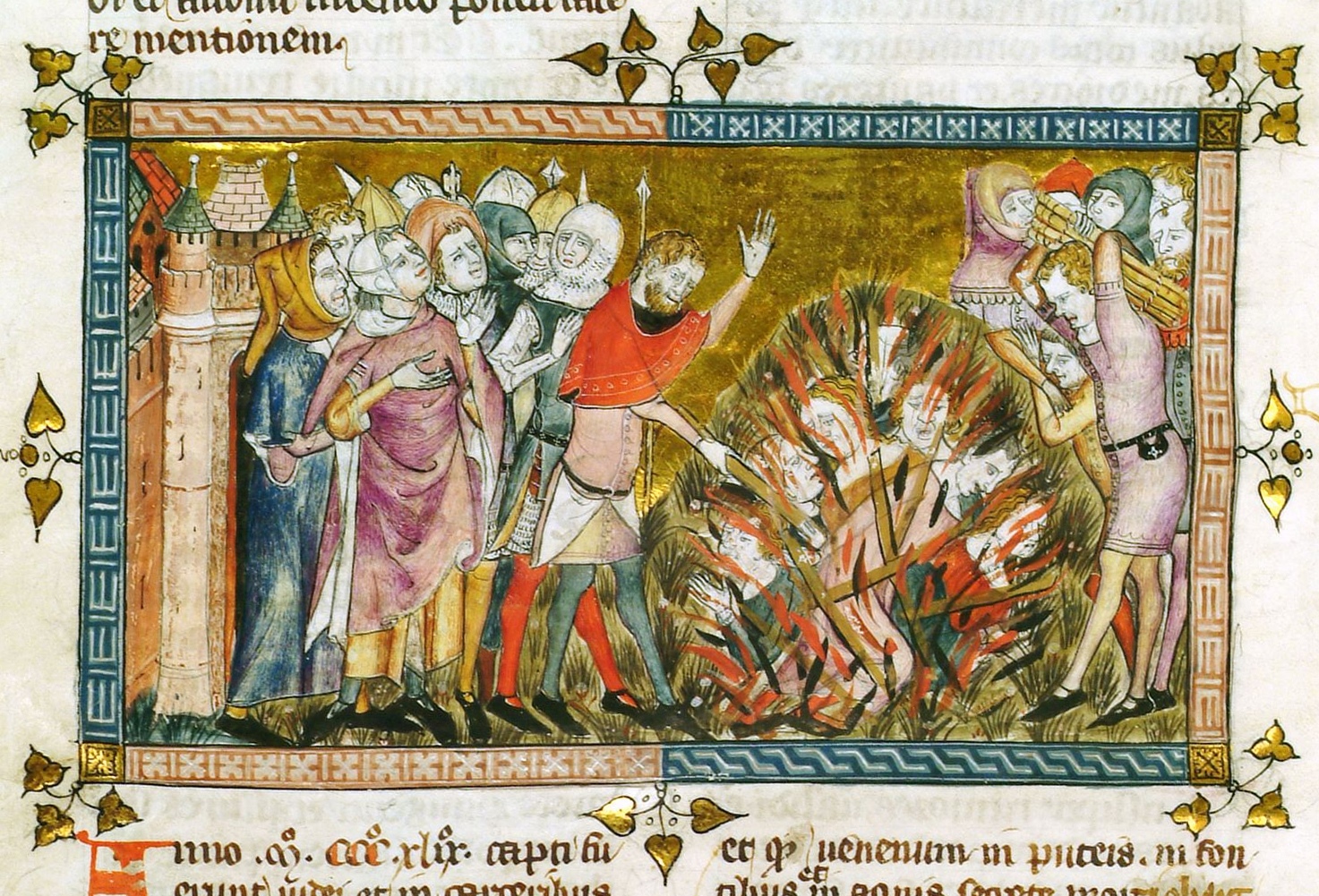
Samtida bild av en pogrom under digerdöden Antiquitates Flandriae

Sommaren 1349 spred sig smittan från Basel i Schweiz upp längs Rhendalen mot Elsass och Strasbourg. Rykten föregick den och orsakade panik då människor försökte förhindra den att nå fram, och judeförföljelser utbröt i Strasbourg som utmynnade i Valentindagsmassakern. 8 juli 1349 nådde pesten staden från Colmar. Mathias von Neuenburg i Strasbourg jämförde pesten med syndafloden och uppger att den avfolkade länder och att ingen kunde uppge annan orsak annat än att den var Guds straff. Fritsche Closener uppger att minst tio människor i ur varje församling i staden avled dagligen, att kyrkogårdarna inte längre räckte till och att ingen längre ville tjänstgöra som likbärare och föra dit dem. 
Under 1349 spred sig digerdöden över Tyskland; åt väster till Mainz, Kassel, Limburg, Kreuznach och Sponheim och till Köln i december; och åt söder till Augsburg, Ulm, Essingen och Stuttgart. 
Parallellt med digerdöden utbröt fruktansvärda förföljelser mot syndabockar som påstods ha spridit pesten genom att förgifta brunnarna. Dessa hade förekommit mot olika kategorier misstänkta redan i Frankrike, men i Tysk-romerska riket riktade de sig specifikt mot judar, och enligt Heinrich von Diessenhoven dödades alla judar i det Tysk-romerska riket i en serie pogromer från Köln till Österrike mellan november 1348 och september 1349.
Digerdöden i Thüringen år 1350 har beskrivits mer ingående av krönikörerna i Erfurt, där samma bild bekräftas av höger med lik som forslas till massgravar utanför städerna. De mest detaljerade uppgifterna om digerdöden i Tyskland kommer från Bremen, som drabbades under 1350 eller 1351. Dödslistor från varje församling i Bremen finns bevarade, och 6966 personer uppges ha avlidit på en befolkning som troligen var mellan 12.000 och 15.000. 

#### Nordtyskland
På försommaren 1350 nådde digerdöden Nordtyskland och Östersjökusten och drabbade Magdeburg, Halberstadt, Lübeck och Hamburg. I Hamburg finns uppgifter bevarade om dödstalen ur de olika yrkesgrupperna, och där anges 12 av 34 bagarmästare, 18 av 40 slaktare, 27 av 50 ämbetsmän och 16 av 21 rådmän ha dött i pesten. De övriga tyska Hansastäderna ända bort till Tallinn visar liknande siffror. I Lübeck avled 11 av 30 rådmän och 27 procent av alla stadens fastighetsägare och stadens krönikör Detmar skrev sommaren 1350 att fler människor hade dött i alla tyska städer än vad någon kunde minnas hade inträffat tidigare.
Smittan tycks ha nått Nordtysklands hamnstäder vid olika tidpunkter, troligen på grund av att den spreds med skepp som lade till vid olika tidpunkter, medan norra Tysklands inlandsstäder drabbades något senare under 1350, varefter den därifrån spreds längs Preussen upp i Baltikum under 1351. 
I bevarad krönika om digerdöden finns från Oliva i Preussen, där man skyllde den plötsliga massdöden på judarna, som anklagades för att ha spridit farsoten från södra Tyskland genom att förgifta brunnarna. 

### Nederländerna
Från norra Frankrike spred sig smittan mot Valenciennes i det då nederländska Hainaut i juni 1349 och Flandern i juli. Huruvida pesten spred sig norrut till Nederländerna är diffust. Det finns inga vittnesmål om digerdöden i Nederländerna och länge har detta uppfattats som att pesten aldrig uppträdde där, trots att Nederländerna under denna tid var en av Europas mest urbana och tätbefolkade områden. Flertalet orter, städer och områden, som Brabant och Gent, saknar dock helt dokumentation om saken. Dödstalen i Hainaut från 1349-50 visar dock att fem gånger så många människor dog där då som 1358-59.
Däremot finns dokumentation från Friesland i norr, dit digerdöden nådde från Tyskland 1350-51 och vågen från Tournai alltså tycks ha avstannat innan den nådde norra Nederländerna, och den är bekräftad som närvarande i Deventer och Zwolle. Det är också bekräftat att den ständigt pågående utdikningen av våtmarker för att skapa ny beboelig och odlingsbar mark avstannade i Holland denna tid, möjligen för att befolkningen hade minskat så mycket att den bebyggda mark som redan fanns plötsligt räckte.

### Böhmen

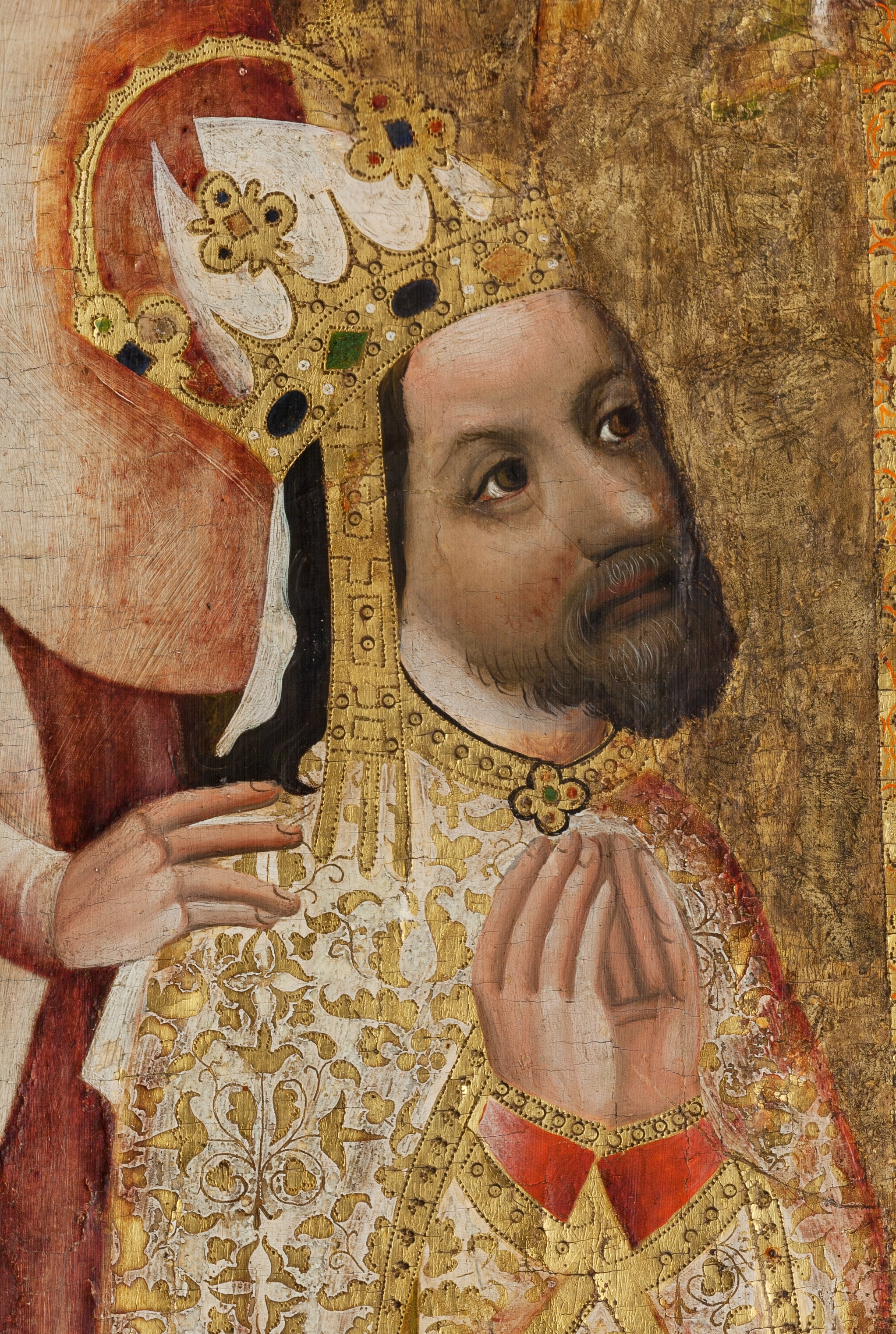
Karl IV (tysk-romersk kejsare)

Enligt traditionell historieskrivning skonades Böhmen från digerdöden. Detta faktum utnyttjades också i samtida propaganda. Eftersom digerdöden allmänt uppfattades som ett Guds straff för människornas synder, var det faktum att Böhmen hade skonats en enorm prestigevinst i samtida ögon, som man också använde sig av. I den berömda krönikan Cronica Boemorum regum av Frans av Prag (Franciscus Pragensis) utnyttjades faktumet som ett sätt att framställa kungen och kungariket Böhmen som fria från de synder Gud hade velat straffa övriga Europa från; kungen beskrevs som rättrådig, i luften Böhmen ren och klar. Inga samtida källor någonstans motsäger att Böhmen av någon anledning slapp digerdöden. De böhmiska orter som drabbades, Brno och Znojmo i Mähren, där krönikorna uppger massdöd den 6 respektive 21 december 1351, tycks vara undantag.
Böhmen tillhör därmed, tillsammans med Polen (nuvarande södra Polen) ett av få områden i Europa som aldrig drabbades av digerdöden. Anledningen är omdebatterad. 
Både Böhmen och (dåvarande) Polen saknade kuster, och digerdöden kunde därför bara nå dess territorium genom människor som färdades landvägen. Deras främsta landförbindelse var med Tyskland. Men i Tyskland utbröt under digerdöden en masspsykos som kullkastade normala aktiviteter, och både jordbruk och handel upphörde medan pesten pågick. En teori är därför att Böhmen och Polen skonades därför att digerdöden i Tyskland avbröt landförbindelserna och orsakade en oavsiktlig karantän. En annan teori är att pestens spridning hämmades av vintern, då lopporna blir mindre aktiva. 

## Forskning
Digerdöden i Tyskland har undersökts av Wilhelm Abel, som undersökte ödeläggelsen av byar, Wüstungen. Hans undersökning kunde visa att den stora odlingsexpansionen under högmedeltiden avbröts tvärt och ersattes av en betydande nedgång i bebyggelsen av byar i tyska landskap under 1300- och 1400-talen; i Nordthüringau var nedgången så stor som 66 %, och byminskningen under senmedeltiden räknas som den största bebyggelseminskningen i Tysklands historia. Många byar bedöms helt ha avfolkats, medan andra fick sin befolkning minskad i så hög grad att de överlevande såg sig tvingade att flytta.
Vissa delar av Tyskland ger intryck av att ha klarat sig nästan helt: att döma av befolkningssiffrorna tycks endast 10 % av Nürnbergs innevånare ha avlidit. Detta kan dock bero mindre på att staden skonades, än på det faktum att den snabbt återbefolkades då människor från kringliggande avfolkade områden flyttade dit.